# (4071) Rostovdon
(4071) Rostovdon ist ein Hauptgürtelasteroid, der am 7. September 1981 von Ljudmila Georgijewna Karatschkina vom Krim-Observatorium aus entdeckt wurde.
Der Asteroid wurde nach dem Geburtsort der Entdeckerin, Rostow am Don, benannt.